# Kåikaure (Jokkmokks socken, Lappland, 738509-166490)
Kåikaure är en sjö i Jokkmokks kommun i Lappland och ingår i Luleälvens huvudavrinningsområde. Sjön har en area på 0,436 kvadratkilometer och ligger 345,9 meter över havet.

## Delavrinningsområde
Kåikaure ingår i det delavrinningsområde (738530-166313) som SMHI kallar för Mynnar i Keutatjbäcken. Medelhöjden är 374 meter över havet och ytan är 10,67 kvadratkilometer. Det finns inga avrinningsområden uppströms utan avrinningsområdet är högsta punkten. Vattendraget som avvattnar avrinningsområdet har biflödesordning 5, vilket innebär att vattnet flödar genom totalt 5 vattendrag innan det når havet efter 217 kilometer. Avrinningsområdet består mestadels av skog (65 procent) och sankmarker (24 procent). Avrinningsområdet har 0,67 kvadratkilometer vattenytor vilket ger det en sjöprocent på 6,2 procent.